# Lunguinha
António Luís dos Santos Serrado (Huambo, 16 de janeiro de 1986) é um futebolista profissional angolano que atua como defensor.

## Carreira
Lunguinha representou o elenco da Seleção Angolana de Futebol no Campeonato Africano das Nações de 2013.